# نیدیا اکوری
نیدیا اکوری (هلندی: Nydia Ecury; ۲ فوریهٔ ۱۹۲۶ – ۲ مارس ۲۰۱۲) آموزگار، هنرپیشه، نویسنده اهل هلند بود.